# Cyrtopogon profusus
Cyrtopogon profusus är en tvåvingeart som beskrevs av Osten Sacken 1877. Cyrtopogon profusus ingår i släktet Cyrtopogon och familjen rovflugor. Inga underarter finns listade i Catalogue of Life.